# 高橋一智
高橋 一智（たかはし かずとも、1904年（明治37年） - 1983年（昭和58年））は、日本の陶芸家。弘前中学時代から絵画、彫刻に取り組んでいたが、バーナード・リーチの作品に感銘を受けて陶芸の道へ。帰郷後は、故郷の素材による陶芸の道を歩み、土探しに心血を注いだ。また、こぎん刺しの図案を収集し、その研究も行った。

## 略歴
- 1904年（明治37年） - 青森県弘前市に生まれる。
- 1930年（昭和5年） - 京都の陶芸家河井寛次郎に入門。
- 1933年（昭和8年） - 河井の推薦で北海道工業試験場副手。帰郷し、木村産業研究所で郷土の土による陶芸を研究。
- 1946年（昭和21年） - 弘前市の桔梗野に築窯して独立。
- 1963年（昭和38年） - 東奥日報に「みちのくの造形・刺しこぎん編」を翌年にかけ42回掲載。
- 1983年（昭和58年） - 収集した新たな素材による窯を目指す中で死去。